# Ernie Winchester
Ernie Winchester (Aberdeen, 18 maggio 1944 – 8 maggio 2013) è stato un calciatore scozzese, di ruolo attaccante.

## Carriera
Formatosi nella Torry School e nell'Aberdeen, Winchester esordisce nella massima divisione scozzese nella stagione 1961-1962 nella partita vinta per 1-0 contro il Celtic del 25 aprile 1962; concluse il suo primo campionato al dodicesimo posto finale. Nella stagione seguente ottiene il sesto posto finale a cui segue un nono nella Scottish Division One 1963-1964.
Dopo un dodicesimo posto nella Scottish Division One 1964-1965, nella stagione 1965-1966 ottiene con il suo club l'ottavo posto finale. L'anno dopo ottiene in campionato il quarto posto e raggiunge la finale dalla Scottish Cup 1966-1967, persa contro il Celtic. Nell'intera esperienza con i Dons ha giocato 169 incontri ufficiali, segnando 91 reti.
Nell'estate 1967 si trasferisce in America per giocare nel Chicago Spurs, società militante nella neonata NPSL. Con gli Spurs ottenne il terzo posto nella Western Division.
La stagione seguente Winchester, a seguito del trasferimento degli Spurs a Kansas City, gioca nei Kansas City Spurs con cui giunge alle semifinali della neonata NASL.
Nel 1968 torna in patria per giocare con gli Hearts. Con la società di Edimburgo giocherà nella massima serie scozzese sino al 1972, ottenendo come miglior piazzamento il quarto posto nella Scottish Division One 1969-1970.
Chiuse la carriera nell'Arbroath, ottenendo il quindicesimo posto nella Scottish Division One 1972-1973.